# Cricotopus tanis
Cricotopus tanis är en tvåvingeart som beskrevs av Roback 1962. Cricotopus tanis ingår i släktet Cricotopus och familjen fjädermyggor.
Artens utbredningsområde är Panama. Inga underarter finns listade i Catalogue of Life.